# Sid Luckman
Sidney „Sid“ Luckman (* 21. November 1916 in Brooklyn, New York City,
USA; † 5. Juli 1998 in Aventura, Florida) war ein US-amerikanischer American-Football-Spieler. Er spielte als Quarterback in der National Football League (NFL) bei den Chicago Bears.

## Herkunft/Jugend
Sid Luckman wurde als Sohn deutscher Einwanderer in den USA geboren und wuchs in Brooklyn auf. Sein Vater weckte in ihm das Interesse an American Football und schenkte ihm im Alter von acht Jahren einen Football. Sid Luckman besuchte in Brooklyn die High School und spielte dort auch American Football. Seine sportlichen Leistungen machten Luckman für viele Colleges interessant. Nach einem Gespräch mit dem Footballtrainer der Columbia University fasste er den Entschluss sich diesem College anzuschließen.

## Spielerlaufbahn

### Collegekarriere
Von 1936 bis 1938 studierte Sid Luckman an der Columbia University. Luckman war auf dem College auch als Baseballspieler aktiv. Er spielte auf der Position eines Shortstops. Als Baseballspieler war er an der ersten amerikanischen Live-Übertragung eines Baseballspiels im Fernsehen beteiligt. Am 17. Mai 1939 spielte seine Collegebaseballmannschaft gegen die Princeton University und verlor mit 2 zu 1.
Die Columbia University hatte eine im Footballsport unbedeutende Mannschaft. Luckman kam, wie damals üblich, auf verschiedenen Positionen zum Einsatz. Die meiste Einsatzzeit erhielt er als Halfback. Obwohl die Mannschaft von Luckman keine herausragende Leistungen bot, konnte Luckman als Spieler überzeugen. Im Jahr 1937 wurde er zum All American gewählt. Für seine Footballmannschaft lief Luckman in 24 Spielen auf. 180 seiner 376 Pässe konnten für einen Raumgewinn von 2.413 Yards gefangen werden. Insgesamt erzielte er 20 Touchdowns.

### Profikarriere
Luckman stand bereits während seines Studiums unter Beobachtung von George Halas, dem Trainer und Besitzer der Chicago Bears. Um zu verhindern, dass sich die Pittsburgh Steelers 1939 die Rechte an Luckman sicherten, einigte sich Halas mit dem Team aus Pittsburgh. Halas gab den All Star Edgar Manske an die Steelers ab und erhielt dafür das Recht Luckman in der ersten Runde an zweiter Stelle zu draften.

T-Formation

Halas suchte neue Spieler für seine Mannschaft um sie in die von ihm weiterentwickelte T-Formation seiner Offense einzubauen. Die Bears hatten bereits zahlreiche Spitzenspieler, wie die Offensive-Line-Spieler Dan Fortmann und Joe Stydahar, in ihren Reihen. Noch im Jahr 1939 verpflichteten die Bears den Fullback Bill Osmanski, im Jahr 1940 kamen der End Ken Kavanaugh und der Center Bulldog Turner hinzu.
Luckman hatte nicht vor professionell American Football zu spielen. Halas versprach ihm jedoch die Auszahlung von 5.000 US-Dollar, falls er den Vertrag bei den Bears unterschreiben sollte. Luckman konnte nicht widerstehen und wurde in seinem Rookiejahr als Halfback in der Offense der Bears eingesetzt. Sein ehemaliger Mitspieler an der Columbia University John Siegal wurde gleichfalls von den Bears verpflichtet und lief für das Team unter anderem als End auf. Im folgenden Jahr wechselte Luckman auf die Position eines Quarterbacks. Der Aufstieg der Bears zur dominierendsten Footballmannschaft der damaligen Zeit in der NFL begann. In seinem zweiten Profijahr gewann Luckman 1940 seinen ersten Titel. Im NFL-Meisterschaftsspiel 1940 wurden die Washington Redskins mit 73:0 geschlagen. Luckman konnte jeweils einen Touchdown durch Lauf- und Passspiel erzielen. Im Jahr 1941 konnte Luckman mit den Bears den Titel verteidigen. Sie besiegten die New York Giants mit 37:9. Luckman konnte durch Passwürfe einen Raumgewinn von 160 Yards erzielen.

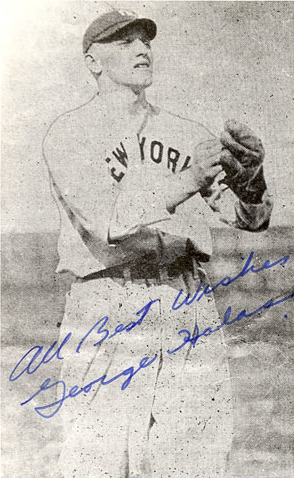
George Halas

1942 verließ George Halas im Laufe der Saison die Bears und wurde durch Hunk Anderson und Luke Johnsos ersetzt. Die Bears spielten eine niederlagenfreie Saison und Luckman konnte in der Saison zehn Touchdowns erzielen. Völlig überraschend verlor sein Team aber das NFL Endspiel gegen die Redskins mit 14:6. Sid Luckman und das Team der Bears blieben von dieser Niederlage unbeeindruckt. Im folgenden Jahr erzielte Luckman in einem Spiel gegen die Giants einen Raumgewinn von 443 Yards und sieben Touchdowns. Seine Saisonleistung von 28 Touchdownpässe war Ligarekord und sicherte seiner Mannschaft den erneuten Einzug in das NFL-Meisterschaftsspiel. Nochmals waren die Redskins der Gegner und mit einem 41:21-Sieg über diese Mannschaft sicherte sich Luckman seinen dritten Titel. Er selbst spielte im Endspiel fehlerlos und erzielte fünf Touchdowns.
Im Jahr 1944 leistete Luckman als Fähnrich seinen Wehrdienst in einem Unterstützungskommando der US Navy. Obwohl er nicht mit den Bears trainieren konnte, durfte er für deren Mannschaft spielen, bestritt 1944 aber nur sieben Spiele für die Mannschaft aus Chicago. Im Jahr 1946 verließ er die Marine und kehrte, wie sein ehemaliger Trainer George Halas zu den Bears zurück. Luckman führte in diesem Jahr seine Mannschaft zum vierten Titelgewinn innerhalb von sieben Jahren. Im NFL Endspiel mussten sich die Giants mit 24:14 geschlagen geben. Erneut konnte Luckman einen Touchdown durch einen Pass erzielen, einen Touchdown erzielte er durch einen Lauf selbst.
Sid Luckman konnte in den Spielzeiten 1943, 1945 und 1946 jeweils den Saisonrekord für die meisten Touchdownpässe und den größten Raumgewinn erzielen. Nach der Saison 1950 beendete Luckman nach 128 Spielen in der NFL seine Spielerlaufbahn.

## Ehrungen
Sid Luckman erhielt zahlreiche Ehrungen. Er spielte in drei Pro Bowls, dem Abschlussspiel der besten Spieler einer Saison. Insgesamt wurde er neunmal zum All Pro gewählt. Im Jahr 1943 erfolgte die Wahl zum NFL Most Valuable Player. Luckman ist Mitglied im NFL 1940s All-Decade Team, in der National Jewish Sports Hall of Fame, in der  College Football Hall of Fame, in der Pro Football Hall of Fame, in der Columbia Athletics Hall of Fame und in der International Jewish Sports Hall of Fame. Die Chicago Bears haben seine Rückennummer gesperrt und ehren ihn im Soldier Field auf dem Ring of Honor. Seine ehemalige High School benannte ein Spielfeld nach ihm.

## Nach der NFL
Sid Luckman war nach seiner Karriere ein erfolgreicher Geschäftsmann und war geschäftsführender Gesellschafter einer Fabrik die Cellulosehydrat herstellte. Er war verheiratet und hatte drei Kinder. Seine Frau starb 1981. Er starb in einem Krankenhaus in Aventura und wurde auf dem Memorial Park Cemetery and Crematorium in Skokie, Illinois beerdigt.